# Turnera princeps
Turnera princeps är en passionsblomsväxtart som beskrevs av M.M. Arbo. Turnera princeps ingår i släktet Turnera och familjen passionsblomsväxter. Inga underarter finns listade i Catalogue of Life.